# Allochotes bicolor
Allochotes bicolor is een keversoort uit de familie mierkevers (Cleridae). De wetenschappelijke naam van de soort is voor het eerst geldig gepubliceerd in 1875 door Westwood.